# FIFA Futsal World Championship 1996
Il terzo FIFA Futsal World Championship, disputato nel 1996 in Spagna, è la terza edizione di un torneo per squadre nazionali di calcio a 5 organizzato dalla FIFA, organismo che amministra tale sport in ambito mondiale.
Ai nastri di partenza della manifestazione si presentano sedici formazioni divise in quattro gironi da quattro squadre, le partite vengono disputate con la seguente modalità: i quattro gironi di qualificazione negli impianti sportivi di Murcia e Segovia, i gironi della seconda fase a Castellón de la Plana, mentre semifinali e finale a Barcellona, per un totale di quaranta gare.
Il torneo è segnato dalla nuova affermazione di un Brasile giunto al suo terzo alloro consecutivo, in finale la squadra verdeoro, davanti a 15.500 spettatori in netta maggioranza spagnoli, liquida i padroni di casa della Spagna per 6-4 dopo aver chiuso il primo tempo sul 3-1. Il Brasile è la stella sudamericana in uno sport dove le formazioni europee in massa arrivano alle fasi conclusive della manifestazione: dopo i verdeoro si piazzano rispettivamente Spagna, Russia, Ucraina ed Italia, mentre le altre due squadre europee presenti alla manifestazione giungono ai due gironi di qualificazione tra le otto migliori squadre del mondo.

## Selezioni partecipanti
| Squadra     | Confederazione | Partecipante in quanto                                        | Partecipazioni precedenti al torneo | Ultima presenza |
| ----------- | -------------- | ------------------------------------------------------------- | ----------------------------------- | --------------- |
| Argentina   | CONMEBOL       | 3ª classificata della Taça América 1996                       | 2 (1989, 1992)                      | 1992            |
| Australia   | OFC            | Vincitrice del girone unico del torneo di qualificazione      | 2 (1989, 1992)                      | 1992            |
| Belgio      | UEFA           | 3ª classificata del torneo di qualificazione                  | 2 (1989, 1992)                      | 1992            |
| Brasile     | CONMEBOL       | Vincitrice della Taça América 1996                            | 2 (1989, 1992)                      | 1992            |
| Cina        | AFC            | 1ª classificata nel girone A del torneo di qualificazione     | 1 (1992)                            | 1992            |
| Cuba        | CONCACAF       | 2ª classificata nel CONCACAF Futsal Championship 1996         | -                                   | Esordiente      |
| Egitto      | CAF            | 1ª classificata nel girone unico del torneo di qualificazione | -                                   | Esordiente      |
| Iran        | AFC            | 1ª classificata nel girone B del torneo di qualificazione     | 1 (1992)                            | 1992            |
| Italia      | UEFA           | 4ª classificata nel torneo di qualificazione                  | 2 (1989, 1992)                      | 1992            |
| Malaysia    | AFC            | 1ª classificata nel girone C del torneo di qualificazione     | -                                   | Esordiente      |
| Paesi Bassi | UEFA           | 5ª classificata nel torneo di qualificazione                  | 2 (1989, 1992)                      | 1992            |
| Russia      | UEFA           | 2ª classificata del torneo di qualificazione                  | 1 (1992)                            | 1992            |
| Spagna      | UEFA           | Vincitrice del torneo di qualificazione                       | 2 (1989, 1992)                      | 1992            |
| Stati Uniti | CONCACAF       | Vincitrice del CONCACAF Futsal Championship 1996              | 2 (1989, 1992)                      | 1992            |
| Ucraina     | UEFA           | 6ª classificata nel torneo di qualificazione                  | -                                   | Esordiente      |
| Uruguay     | CONMEBOL       | 2ª classificata della Taça América 1996                       | -                                   | Esordiente      |

## Stadi
| {\| class="wikitable" style="text-align:center;"                                            |
| Murcia Segovia Castellón de la Plana BarcellonaFIFA Futsal World Championship 1996 (Spagna) |

|-
! Murcia!!Segovia 
|-
| Palacio de Deportes de Murcia || Pabellon Pedro Delgado Robledo
|-
| Capienza: 7.500||Capienza: 2.050
|-
| || 
|-
! Castellón de la Plana!!Barcellona
|-
| Pabellon de Castellon || Palau Sant Jordi
|-
|Capienza: 4.357||Capienza: 15.000
|-
|  ||
|}

## Prima fase

### Girone A

#### Classifica
| Pos. | Squadra   | Pt | G | V | N | P | GF | GS | DR  |
| ---- | --------- | -- | - | - | - | - | -- | -- | --- |
| 1.   | Spagna    | 9  | 3 | 3 | 0 | 0 | 18 | 3  | +15 |
| 2.   | Ucraina   | 6  | 3 | 2 | 0 | 1 | 22 | 9  | +13 |
| 3.   | Egitto    | 3  | 3 | 1 | 0 | 2 | 13 | 19 | -6  |
| 2.   | Australia | 0  | 3 | 0 | 0 | 3 | 4  | 26 | -22 |

#### Risultati
| Arbitri: | Jorge Caballero Vega Seyed Sadreddin Mousavi |
| Crono:   | Terry Mashino                                |

|                                                                    |           |                           |
| Lorente 5’, 7’, 16’ Linares 16’ (rig.) Torres 22’ Herrero 25’, 38’ | Marcatori | 24’ Abdelatif 38’ Ibrahim |

| Arbitri: | Adrián Climent Rotondaro Perry Gautier |
| Crono:   | Demba Sall                             |

|                               |           | |
| Amendolia 26’ Momircevski 28’ | Marcatori | 1’ Moskvyčov 6’, 26’, 30’ Moskaljuk 13’ (rig.) Mel'nikov 27’, 39’, 39’ S. Usakovs'kyj 35’ Kosenko 38’ J. Usakovs'kyj 38’ Bezuhlyj |

| Arbitri: | Terry Mashino Nik Ahmad Haji Yaakub |
| Crono:   | Perry Gautier                       |

|                                                                    |           |                         |
| Ibrahim 9’, 28’, 30’ Ismail 20’, 27’, 35’ Hassan 33’ Abdelatif 39’ | Marcatori | 17’ Roberts 33’ Calvert |

| Arbitri: | José Carlos das Dores Antonín Herzog |
| Crono:   | Nik Ahmad Haji Yaakub                |

|             |           |                                  |
| Kosenko 39’ | Marcatori | 13’, 16’ Herrero 14’, 17’ Torres |

| Arbitri: | Seyed Sadreddin Mousavi Jorge Caballero Vega |
| Crono:   | Antonín Herzog                               |

|                                          |           | |
| ? 11’ (aut.) Ibrahim 20’, 39’ Ismail 35’ | Marcatori | 1’, 6’, 17’ (t.l.), 29’ Moskaljuk 4’ S. Usakovs'kyj 31’ J. Usakovs'kyj 32’ Brun'ko 37’ Moskvyčov 38’ Obichod |

| Arbitri: | Adrián Climent Rotondaro José Carlos das Dores |
| Crono:   | Jorge Caballero Vega                           |

|                                                                         |           |  |
| J. Sánchez 15’ Herrero 17’ Ferreira 26’ Pato 27’, 38’ Vicentín 37’, 40’ | Marcatori |  |

### Girone B

#### Classifica
| Pos. | Squadra     | Pt | G | V | N | P | GF | GS | DR  |
| ---- | ----------- | -- | - | - | - | - | -- | -- | --- |
| 1.   | Paesi Bassi | 7  | 3 | 2 | 1 | 0 | 13 | 6  | +7  |
| 2.   | Russia      | 5  | 3 | 1 | 2 | 0 | 15 | 5  | +10 |
| 3.   | Argentina   | 4  | 3 | 1 | 1 | 1 | 7  | 9  | -2  |
| 4.   | Cina        | 0  | 3 | 0 | 0 | 3 | 3  | 18 | -15 |

#### Risultati
| Arbitri: | Perry Gautier Demba Sall |
| Crono:   | Seyed Sadreddin Mousavi  |

|         |           |                         |
| Mao 34’ | Marcatori | 32’ Scheave 40’ Petillo |

| Arbitri: | Nik Ahmad Haji Yaakub José Carlos das Dores |
| Crono:   | Antonín Herzog                              |

|                            |           |                         |
| Alekberov 20’ Erëmenko 38’ | Marcatori | 26’ Grünholz 29’ Ludwig |

| Arbitri: | Antonín Herzog José Carlos das Dores |
| Crono:   | Perry Gautier                        |

|                            |           |                            |
| C. Sánchez 14’ Pacheco 17’ | Marcatori | 11’ Verižnikov 13’ Kiselëv |

| Arbitri: | Terry Mashino Jorge Caballero Vega |
| Crono:   | Nik Ahmad Haji Yaakub              |

|                                                     |           |                 |
| de Bever 6’, 25’ Lettinck 9’, 22’ Langenhuijsen 16’ | Marcatori | 30’ (rig.) Shen |

| Arbitri: | Demba Sall Perry Gautier |
| Crono:   | Adrián Climent Rotondaro |

| |           |         |
| Kiselëv 5’ Erëmenko 11’, 18’, 26’ Belyi 12’ Uskov 22’ Gorin 28’ Verižnikov 29’, 31’, 40’ Alekberov 36’ | Marcatori | 8’ Shen |

| Arbitri: | Nik Ahmad Haji Yaakub Antonín Herzog |
| Crono:   | Terry Mashino                        |

|                                                                          |           |                                          |
| Lettinck 8’, 36’ de Bever 12’ Langenhuijsen 15’ Grünholz 16’, 36’ (t.l.) | Marcatori | 8’ Castañares 37’ Parilla 39’ C. Sánchez |

### Girone C

#### Classifica
| Pos. | Squadra     | Pt | G | V | N | P | GF | GS | DR  |
| ---- | ----------- | -- | - | - | - | - | -- | -- | --- |
| 1.   | Italia      | 7  | 3 | 2 | 1 | 0 | 16 | 5  | +11 |
| 2.   | Uruguay     | 7  | 3 | 2 | 1 | 0 | 7  | 3  | +4  |
| 3.   | Stati Uniti | 3  | 3 | 1 | 0 | 2 | 12 | 7  | +5  |
| 4.   | Malaysia    | 0  | 3 | 0 | 0 | 3 | 4  | 24 | -20 |

#### Risultati
| Arbitri: | Pedro Galán Nieto Pedro Osvaldo Sepúlveda Malig |
| Crono:   | Li Zhizhong                                     |

|  |           |             |
|  | Marcatori | 17’ Piñeiro |

| Arbitri: | Olger Linares Campos Adrian Tamplin |
| Crono:   | Béla Mező                           |

|          |           |                                                                                     |
| Adnan 4’ | Marcatori | 10’, 29’ Bearzi 13’, 15’, 23’ Caleca 14’, 33’ Famà 26’ Riscino 27’ Zaffiro 30’ Roma |

| Arbitri: | Juan Carlos Sciancalepore Béla Mező |
| Crono:   | Olger Linares Campos                |

|                                                  |           |                               |
| Riscino 2’ Quattrini 12’ Caleca 17’ Matranga 39’ | Marcatori | 15’ McIntosh 20’ (t.l.) Brose |

| Arbitri: | Martinus van den Bekerom Pedro Galán Nieto |
| Crono:   | Adrian Tamplin                             |

|                                        |           |          |
| Imperio 7’ Guerra 10’, 28’ Piñeiro 15’ | Marcatori | 7’ Adnan |

| Arbitri: | Li Zhizhong Adrian Tamplin |
| Crono:   | Béla Mező                  |

|             |           |                             |
| Piñeiro 26’ | Marcatori | ? 2’ (aut.) 27’, 30’ Bearzi |

| Arbitri: | Pedro Osvaldo Sepúlveda Malig Pedro Galán Nieto |
| Crono:   | Juan Carlos Sciancalepore                       |

|                                                                          |           |                                            |
| Hunjak 1’, 18’ Parry 10’ Moser 14’, 27’, 31’ Brose 32’, 40’ McIntosh 37’ | Marcatori | ? 2’ (aut.) 4’ Seng Kong 37’ (t.l.) Rosdee |

### Girone D

#### Classifica
| Pos. | Squadra | Pt | G | V | N | P | GF | GS | DR  |
| ---- | ------- | -- | - | - | - | - | -- | -- | --- |
| 1.   | Brasile | 9  | 3 | 3 | 0 | 0 | 31 | 5  | +26 |
| 2.   | Belgio  | 6  | 3 | 2 | 0 | 1 | 13 | 10 | +3  |
| 3.   | Iran    | 3  | 3 | 1 | 0 | 2 | 12 | 14 | -2  |
| 4.   | Cuba    | 0  | 3 | 0 | 0 | 3 | 4  | 31 | -27 |

#### Risultati
| Arbitri: | Béla Mező Olger Linares Campos |
| Crono:   | Martinus van den Bekerom       |

|                                                                |           |              |
| Hidari 8’, 9’, 13’, 31’ (t.l.), 35’ Varmazyar 22’ Hosseini 30’ | Marcatori | 37’ Mosquera |

| Arbitri: | Li Zhizhong Juan Carlos Sciancalepore |
| Crono:   | Pedro Osvaldo Sepúlveda Malig         |

|                                                   |           |                |
| Fininho 8’, 23’ Manoel Tobias 12’, 13’ Clóvis 37’ | Marcatori | 6’, 40’ Beyers |

| Arbitri: | Adrian Tamplin Juan Carlos Sciancalepore |
| Crono:   | Olger Linares Campos                     |

|                                                             |           |                         |
| Hechtermans 34’ (rig.), 38’ Y. El-Guir 34’ Claesen 36’, 39’ | Marcatori | 21’ Hidari 33’ Hosseini |

| Arbitri: | Béla Mező Li Zhizhong    |
| Crono:   | Martinus van den Bekerom |

|  |           | |
|  | Marcatori | 1’, 9’, 21’, 25’ Fininho 5’, 6’, 11’, 12’, 40’ Manoel Tobias 17’ Djacir 22’ Waguinho 24’, 24’ Chôco 28’, 29’ Clóvis 33’, 40’, 40’ Sandrinho |

| Arbitri: | Martinus van den Bekerom Béla Mező |
| Crono:   | Li Zhizhong                        |

|                                                                                  |           |                                      |
| Manoel Tobias 2’, 7’ Sandrinho 27’, 29’, 32’ Fininho 28’ Djacir 34’ Iacovino 39’ | Marcatori | 20’, 39’ Hidari 40’ (rig.) Varmazyar |

| Arbitri: | Olger Linares Campos Juan Carlos Sciancalepore |
| Crono:   | Pedro Galán Nieto                              |

|                                                                             |           |                             |
| Hechtermans 6’ A. El-Guir 14’ Vergauwen 26’, 35’ Janssen 32’ Y. El-Guir 40’ | Marcatori | 8’ Kindelán 19’, 30’ Portal |

## Seconda fase

### Girone E

#### Classifica
| Pos. | Squadra | Pt | G | V | N | P | GF | GS | DR |
| ---- | ------- | -- | - | - | - | - | -- | -- | -- |
| 1.   | Spagna  | 9  | 3 | 3 | 0 | 0 | 8  | 2  | +6 |
| 2.   | Russia  | 6  | 3 | 2 | 0 | 1 | 9  | 4  | +5 |
| 3.   | Italia  | 3  | 3 | 1 | 0 | 2 | 5  | 8  | -3 |
| 4.   | Belgio  | 0  | 3 | 0 | 0 | 3 | 4  | 12 | -8 |

#### Risultati
| Arbitri: | José Carlos das Dores Béla Mező |
| Crono:   | Terry Mashino                   |

|                                  |           |             |
| Bearzi 4’, 30’ Roma 25’ Famà 30’ | Marcatori | 5’ Michiels |

| Arbitri: | Li Zhizhong Antonín Herzog |
| Crono:   | Jorge Caballero Vega       |

|                     |           |  |
| Lorente 1’ Pato 27’ | Marcatori |  |

| Arbitri: | Martinus van den Bekerom Seyed Sadreddin Mousavi |
| Crono:   | José Carlos das Dores                            |

|                             |           |  |
| Erëmenko 20’, 39’ Jašin 36’ | Marcatori |  |

| Arbitri: | Adrián Climent Rotondaro Béla Mező |
| Crono:   | Li Zhizhong                        |

|          |           |                             |
| Cocco 5’ | Marcatori | 23’ Ferreira 35’ J. Sánchez |

| Arbitri: | Seyed Sadreddin Mousavi Adrián Climent Rotondaro |
| Crono:   | Béla Mező                                        |

|                                                                                 |           |                           |
| Jašin 9’ Verižnikov 19’ Belyj 28’ Erëmenko 33’ Alekberov 36’ (t.l.) Kiselëv 38’ | Marcatori | 13’ Hechtermans 38’ Cocco |

| Arbitri: | Antonín Herzog José Carlos das Dores |
| Crono:   | Terry Mashino                        |

|                                           |           |               |
| Ferreira 7’, 33’ Vicentín 11’ Herrero 26’ | Marcatori | 19’ Quattrini |

### Girone F

#### Classifica
| Pos. | Squadra     | Pt | G | V | N | P | GF | GS | DR |
| ---- | ----------- | -- | - | - | - | - | -- | -- | -- |
| 1.   | Brasile     | 7  | 3 | 2 | 1 | 0 | 12 | 5  | +7 |
| 2.   | Ucraina     | 5  | 3 | 1 | 2 | 0 | 11 | 9  | +2 |
| 3.   | Uruguay     | 3  | 3 | 1 | 0 | 2 | 10 | 14 | -4 |
| 4.   | Paesi Bassi | 1  | 3 | 0 | 1 | 2 | 9  | 14 | -5 |

#### Risultati
| Arbitri: | Jorge Caballero Vega Pedro Osvaldo Sepúlveda Malig |
| Crono:   | Olger Linares Campos                               |

|                                        |           |                                                                  |
| Hoekema 8’, 15’, 27’ Langenhuijsen 18’ | Marcatori | 16’ J. Usakovs'kyj 17’ Kosenko 27’ Moskaljuk 32’ (rig.) Bezuhlyj |

| Arbitri: | Pedro Galán Nieto Juan Carlos Sciancalepore |
| Crono:   | Seyed Sadreddin Mousavi                     |

|                                                   |           |                       |
| Manoel Tobias 6’ Chôco 7’, 13’ Sandrinho 34’, 37’ | Marcatori | 6’ Guerra 30’ Piñeiro |

| Arbitri: | Terry Mashino Nik Ahmad Haji Yaakub |
| Crono:   | Pedro Osvaldo Sepúlveda Malig       |

|                                                                                        |           |                                |
| ? 12’ (aut.) G. Rodríguez 24’ Piñeiro 31’ D'Alessandro 33’ (rig.) Varela 37’ Núñez 40’ | Marcatori | 22’ Grünholz 34’, 40’ Lettinck |

| Arbitri: | Adrian Tamplin Pedro Galán Nieto |
| Crono:   | Li Zhizhong                      |

|                            |           |                                |
| Bezuhlyj 11’ Moskaljuk 23’ | Marcatori | 14’ Manoel Tobias 24’ Iacovino |

| Arbitri: | Nik Ahmad Haji Yaakub Seyed Sadreddin Mousavi |
| Crono:   | Perry Gautier                                 |

|                                                  |           |                                        |
| Bezuhlyj 4’, 9’, 36’ Mel'nikov 20’ Moskaljuk 34’ | Marcatori | 14’ Núñez 14’ Lamanna 25’ G. Rodríguez |

| Arbitri: | Perry Gautier Terry Mashino |
| Crono:   | Jorge Caballero Vega        |

|                                  |           |                                             |
| ? 39’ (aut.) Grünholz 39’ (t.l.) | Marcatori | 13’, 17’ Chôco 29’ Manoel Tobias 39’ Djacir |

## Fase finale

### Tabellone
|  | Semifinali  | Semifinali  | Semifinali |        |         | Finale          | Finale          | Finale          |  |
|  |             |             |            |        |         |                 |                 |                 |  |
|  | E1. Spagna  | E1. Spagna  | 4          |        |         |                 |                 |                 |  |
|  | E1. Spagna  | E1. Spagna  | 4          |        |         |                 |                 |                 |  |
|  | F2. Ucraina | F2. Ucraina | 1          |        |         |                 |                 |                 |  |
|  | F2. Ucraina | F2. Ucraina | 1          |        | Brasile | Brasile         | 6               |                 |  |
|  |             |             |            |        | Brasile | Brasile         | 6               |                 |  |
|  |             |             | Spagna     | Spagna | 4       |                 |                 |                 |  |
|  | F1. Brasile | F1. Brasile | Spagna     | Spagna | 4       | 6               |                 |                 |  |
|  | F1. Brasile | F1. Brasile |            |        |         | 6               |                 |                 |  |
|  | E2. Russia  | E2. Russia  | 2          |        |         | Finale 3º posto | Finale 3º posto | Finale 3º posto |  |
|  | E2. Russia  | E2. Russia  | 2          |        |         |                 |                 |                 |  |
|  |             |             |            |        |         |                 |                 |                 |  |
|  |             |             |            |        |         | Russia          | Russia          | 3               |  |
|  |             |             |            |        |         | Russia          | Russia          | 3               |  |
|  |             |             |            |        |         | Ucraina         | Ucraina         | 2               |  |

### Semifinali
| Arbitri: | Antonín Herzog Terry Mashino |
| Crono:   | Jorge Caballero Vega         |

|                                                         |           |                        |
| Chôco 10’, 14’, 40’ Brancher 26’, 29’ Manoel Tobias 39’ | Marcatori | 35’ Erëmenko 36’ Belyi |

| Arbitri: | Adrián Climent Rotondaro Terry Mashino |
| Crono:   | José Carlos das Dores                  |

|                                  |           |               |
| Vicentín 3’, 6’, 39’ Herrero 22’ | Marcatori | 22’ Mel'nikov |

### Finale 3º posto
| Arbitri: | Pedro Galán Nieto Béla Mező |
| Crono:   | Jorge Caballero Vega        |

|                             |           |                                  |
| Belyj 4’, 36’ Alekberov 24’ | Marcatori | 10’ J. Usakovs'kyj 35’ Vonjarcha |

### Finale
| Arbitri: | Perry Gautier Li Zhizhong |
| Crono:   | Terry Mashino             |

|                                                                                   |           |                            |
| Danilo 8’, 23’ Chôco 16’ Brancher 18’ ? 21’ (aut.) Iacovino 37’ Manoel Tobias 39’ | Marcatori | 16’ Pato 26’, 39’ Vicentín |

## Statistiche

### Classifica marcatori
14 reti
- Manoel Tobias

10 reti
- Chôco
- Oleksandr Moskaljuk

8 reti
- Sandrinho

- Hashem Hidari

- Konstantin Erëmenko

- Vicentín

7 reti
- Fininho
- Santiago Herrero

6 reti
- Mohamed Sayed Ibrahim

- Andrea Bearzi

- Hendrikus Lettinck

- Oleh Bezuhlyj

5 reti
- Edwin Grünholz

- Arkadij Belyj

- Aleksandr Verižnikov

- Álvaro Piñeiro

4 reti
- Ivan Hechtermans
- Tamer Ismail

- Gabriele Caleca
- Arnaldo Ferreira

- Javier Lorente
- Pato

- Jurij Usakovs'kyj
- Serhij Usakovs'kyj

3 reti
- Márcio Brancher
- Clóvis Simas
- Djacir
- Vander Iacovino

- Andrea Famà
- John de Bever
- Hjalmar Hoekema
- Pascal Langenhuijsen

- Temur Alekberov
- Aleksej Kiselëv
- Fran Torres
- Dennis Brose

- Mark Moser
- Heorhij Mel'nikov
- Oleksandr Kosenko
- Claudio Guerra

2 reti
- Carlos Sánchez
- Danilo
- Herman Beyers
- Marcel Claesen
- Pasquale Cocco
- Youssef El-Guir

- Tim Vergauwen
- Shen Si
- Juan Carlos Portal
- Mustafa Abdelatif
- Hossein Hosseini
- Sadegh Varmazyar

- Massimo Quattrini
- Massimo Riscino
- Ivano Roma
- Azman Adnan
- Vadim Jašin

- Javi Sánchez
- Franklin McIntosh
- Goran Hunjak
- Ihor Moskvyčov
- Guillermo Rodríguez

1 rete
- Diego Castañares
- Sebastián Pacheco
- Pablo Parilla
- Rodrigo Petillo
- Marcelo Scheave
- Jamie Amendolia
- Martin Calvert
- Zlatko Momircevski
- Paul Roberts

- Abdelhafid El-Guir
- Benoît Janssen
- Bart Michiels
- Waguinho
- Mao Yijun
- Camilo Kindelán
- Alexander Mosquera
- Hussin Hassan
- Roberto Matranga

- Salvatore Zaffiro
- Sulong Rosdee
- Lim Seng Kong
- Johannes Ludwig
- Dmitrij Gorin
- Aleksej Uskov
- Joan Linares
- Jon Parry

- Vitalij Brun'ko
- Volodymyr Obichod
- Taras Vonjarcha
- Andrés D'Alessandro
- Diego Imperio
- Pablo Lamanna
- Uriol Núñez
- Daniel Varela

## Premi
- Scarpa d'oro:  Manoel Tobias
  - Scarpa d'argento:  Chôco
  - Scarpa di bronzo:  Oleksandr Moskaljuk
- Pallone d'oro:  Manoel Tobias
- Miglior portiere: non assegnato
- Premio FIFA Fair Play:  Brasile